# Таверна (Катанцаро)
Таверна (итал. Taverna) је насеље у Италији у округу Катанцаро, региону Калабрија.
Према процени из 2011. у насељу је живело 2446 становника. Насеље се налази на надморској висини од 579 м.

## Становништво
Према резултатима пописа становништва 2011. у општини је живело 2.705 становника.
| 1931. | 1936. | 1951. | 1961. | 1971. | 1981. | 1991. | 2001. | 2011. |
| ----- | ----- | ----- | ----- | ----- | ----- | ----- | ----- | ----- |
| 2.777 | 2.801 | 3.071 | 3.331 | 3.034 | 2.739 | 2.696 | 2.668 | 2.705 |

## Партнерски градови
- Żurrieq